# Utiel
Utiel község Spanyolországban, Valencia tartományban. Utiel Camporrobles, Caudete de las Fuentes, Fuenterrobles, Requena, Sinarcas, Benagéber és Chelva községekkel határos. Lakosainak száma 11 703 fő (2024).

## Népesség
A település népessége az utóbbi években az alábbiak szerint változott:
| Lakosok száma | 11 839 | 11 848 | 12 053 | 12 420 | 12 429 | 12 082 | 11 601 | 11 531 | 11 482 | 11 703 |
|               | 2001   | 2004   | 2007   | 2009   | 2012   | 2014   | 2017   | 2019   | 2022   | 2024   |